# Вулиця Олекси Бахматюка (Львів)
Ву́лиця Оле́кси Бахматюка́ — вулиця у Личаківському районі міста Львів, місцевість Ялівець. Пролягає від вулиці Єлизавети Милорадович до кінця забудови.
Прилучаються вулиця Дріжджова та проїзд до вулиці Личаківської. На деяких мапах відтинок між початком вулиці Бахматюка та проїздом до Личаківської позначають як Гравійну вулицю.

## Історія
З 1958 року вулиця мала назву Гравійна. Сучасна назва — з 1993 року, на честь українського народного майстра кераміки Олекси Бахматюка.
Вулиця забудована дво- та одноповерховими приватними садибами 1960-х—2000-них років.

## Екологія
За даними екологічних вимірювань повітря на перехресті Личаківської-Бахматюка є одним з найчистіших в місті